# The Legend of Bagger Vance
The Legend of Bagger Vance es una película estadounidense de 2000, dirigida por Robert Redford, basada en la novela homónima de Steven Pressfield. La historia tiene lugar en el estado de Georgia en 1931. 
Los explícitos paralelismos entre la novela de Pressfield y la Bhagavad-Gita aparecen explicados en el libro Gita sobre el Libro Verde: La tradición mística Detrás de Bagger Vance (Continuos, 2000), escrito por el estudioso del hinduismo Steven J. Rosen (Satyaraja Dasa). Pressfield escribió el prólogo del libro de Rosen. 
Fue la última película de Jack Lemmon antes de su muerte en 2001.

## Argumento
Rannulph Junuh (Matt Damon) es un jugador de golf que es enviado a combatir en la Primera Guerra Mundial. Vuelve con secuelas y se encuentra consumido por dentro.
Se celebra un torneo de golf de exhibición para hacer publicidad del campo de golf de Savannah, pueblo de donde procede Junuh. En el torneo participan los dos mejores jugadores y Junuh es invitado a tomar parte para representar al pueblo.
Antes de comenzar el torneo aparece un peculiar caddie (Will Smith), que ayudará a Junuh a encontrar el juego que perdió al irse a la guerra, comparando con sutiles metáforas la vida misma con el deporte que ama, el golf.

## Reparto
| Actor               | Papel             |
| ------------------- | ----------------- |
| Will Smith          | Bagger Vance      |
| Matt Damon          | Rannulph Junuh    |
| Charlize Theron     | Adele Invergordon |
| Bruce McGill        | Walter Hagen      |
| Joel Gretsch        | Bobby Jones       |
| J. Michael Moncrief | Hardy Greaves     |
| Lane Smith          | Grantland Rice    |
| Jack Lemmon         | Old Hardy Greaves |
| Dermot Crowley      | Dougal McDermott  |

## Taquilla
| \| País \| Recaudación[1] \| \| --------------- \| -------------- \| \| Estados Unidos \| $30 919 168 \| \| Alemania \| $1 263 465 \| \| Australia \| $304 630 \| \| Reino Unido \| $234 968 \| \| Austria \| $119 260 \| \| República Checa \| $6 105 \| |             |
| País | Recaudación |
| Estados Unidos | $30 919 168 |
| Alemania | $1 263 465  |
| Australia | $304 630    |
| Reino Unido | $234 968    |
| Austria | $119 260    |
| República Checa | $6 105      |